# Dom van Königslutter

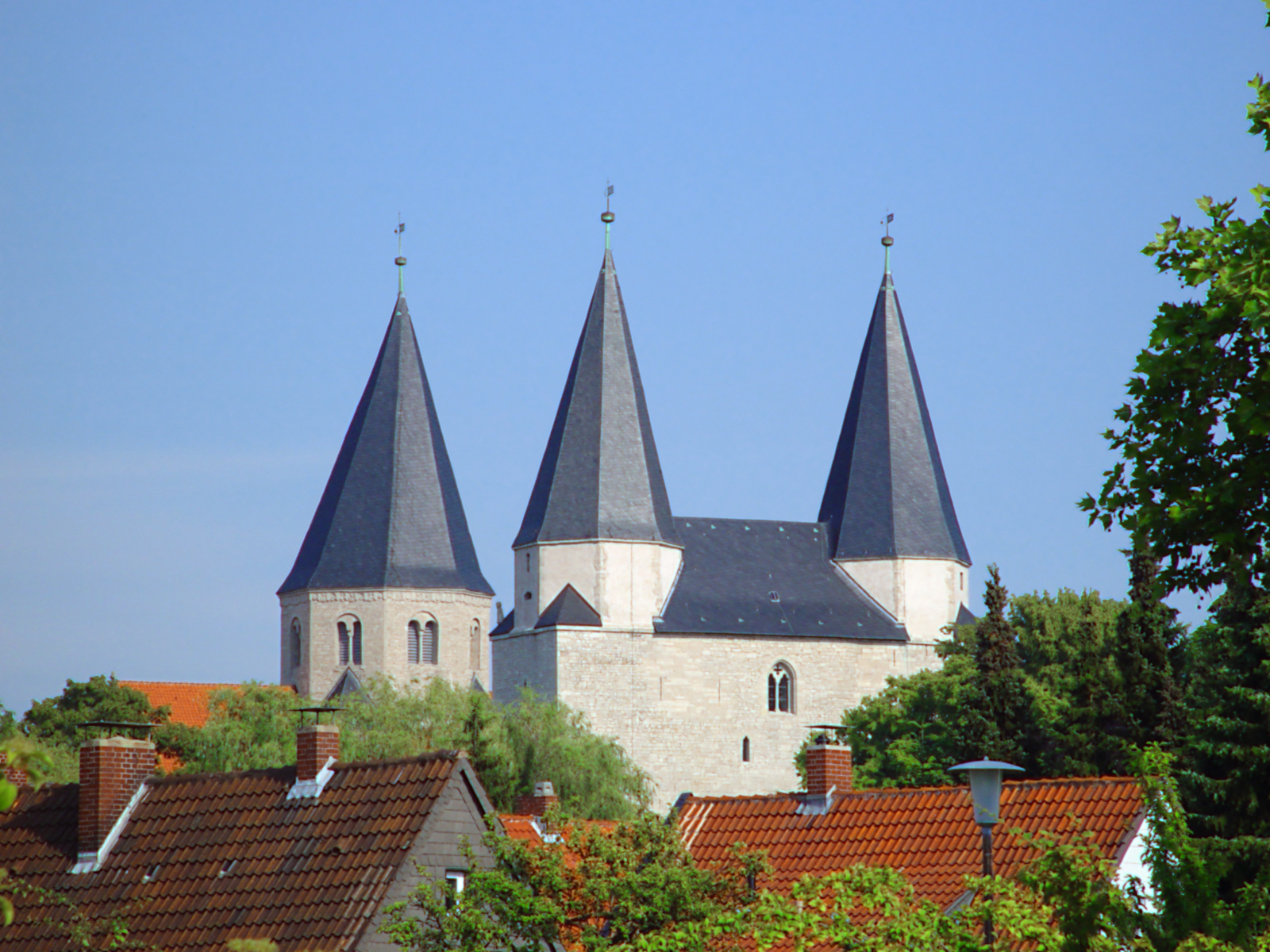
De keizerdom van Köningslutter

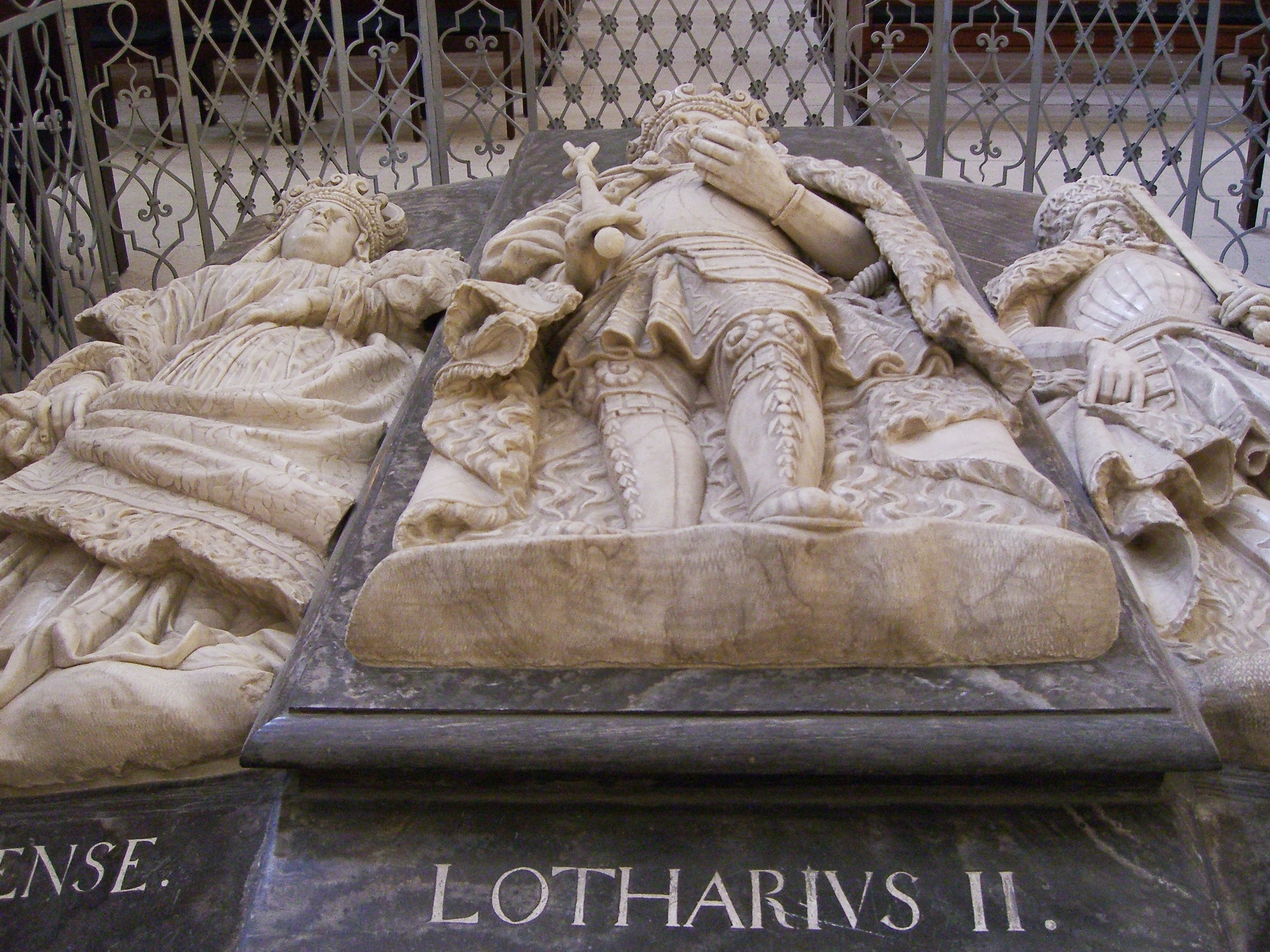
Het graf van Keizer Lotharius III in de dom

De Dom van Königslutter is een van de zeven zogenaamde keizerdommen. Deze dom werd in 1135 als benedictijnse abdijkerk in Königslutter am Elm gesticht door keizer Lotharius III van Supplinburg, dit ter ere van de heilige Petrus en Paulus. 
De voltooiing van het romaanse gebouw vond pas in 1170, decennia na zijn dood, onder de regering van Hendrik de Leeuw plaats. Het kerkgebouw is een kruisvormige pijlerbasiliek met een lengte van 75 meter en een hoogte van 18 meter, voor de twaalfde eeuw een zeer groot bouwwerk. De dom van Königslutter werd op het hoogste punt in de stad gebouwd.